# A vágy törvénye
A vágy törvénye (La ley del deseo) 1987-ben bemutatott spanyol filmdráma. Pedro Almodóvar alkotása a rendező személyes kedvence, melyet pályafutása egyik alapművének tart. A vágy törvénye volt az El Deseo filmvállalat első produkciója. A céget Almodóvar és fivére, Agustín alapította, hogy a rendező minden produceri korlátozás nélkül megvalósíthassa a filmterveit. Az egyik férfi főszerepet Almodóvar felfedezettje, Antonio Banderas alakítja, a női főszereplő a rendező kedvenc színésznője, Carmen Maura. A forgatás Madridban és Andalúziában (Conil, a trafalgari világítótorony és Jerez de la Frontera) zajlott. 
A film egyik motívumát – amikor a transzszexuális főszereplő régi iskolájában találkozik egykori pap tanárával – Almodóvar később felhasználta a Rossz nevelés (2004) című alkotásában is.

## A cselekmény
|  | Alább a cselekmény részletei következnek! |

A helyszín egy egyszerűen berendezett szoba. Hang utasítja az ott tartózkodó fiatalembert arra, hogy mit tegyen. Vegyen le magáról mindent, az alsónadrágját kivéve. Menjen a tükörhöz, csókolja meg a tükörképét. Csókolja úgy, mintha a hang tulajdonosát csókolná. Dörzsölje a hímvesszőjét a tükörhöz. Feküdjön az ágyra, simogassa magát. Vegye le az alsónadrágját. Forduljon meg, simogassa a fenekét, közben kérje azt, hogy a beszélő férfi tegye magáévá. Tegyen úgy, mintha élvezné az elképzelt egyesülést, és közben végezzen önkielégítést. A kielégülést követően a fiú pénzt kap.

Juan és ismeretlen barátnője (Miguel Molina és Victoria Abril)

Ez a jelenet valójában a népszerű filmrendező, Pablo Quintero új alkotásában látható. A bemutató után Pablo testvére, Tina gratulál a fivérének. Elmegy mellettük egy jóképű fiatalember, Antonio, aki az illemhelyre tart, ahol a látott filmjelenet hatása alatt onanizál. Pablo is a WC-ben találkozik barátjával, Juannal. A fiú másnap elutazik a tengerpartra. Felajánlja ugyan, hogy Pablóval marad, ha a férfi is ezt akarja, a rendező azonban azt mondja neki, hogy ha menni szeretne, miatta ne maradjon itt. Pablo később meglátja Juant egy lánnyal, akihez mintha bizalmas viszony fűzné a fiút. A rendező távozik. Az utcán szóba elegyedik egy fiatalemberrel, akit magával visz a lakására. A srác modell, örülne, ha esetleg lenne számára valamilyen szerep a rendező következő alkotásában, de Pablo most egy női színdarabon dolgozik. Elküldi az alkalmi vendéget. Rövidesen megérkezik Juan. Összeölelkeznek. A fiú nehezményezi, hogy a búcsúestjéről Pablo oly hirtelen eltűnt. A filmrendező szerint kettőjük viszonyát illetően az a helyzet, hogy Juan nem szerelmes belé, tehát ha elmegy, előbb-utóbb Pablo szerelme is elmúlik iránta. Juan kéri, hogy Pablo azért látogassa majd meg a tengerparton. Együtt maradnak éjszakára, de nem történik köztük semmi, csupán összeölelkezve elalszanak.
Pablóval tévéinterjút készít egy extravagáns megjelenésű, különleges profilú riporternő. A filmrendező arról beszél, milyen számára az ideális partner. A riporternő szerint nem lehet nehéz dolga a kívánságának megfelelő társat találnia, ám Pablo ezzel nem ért egyet. Levél érkezik Juantól, Pablo írógéppel ír rá választ. Beállít Tina, aki magával hozza nevelt lányát, Adát. Tina méltatlankodva meséli, hogy csak obszcén filmajánlatot kapott, azt kérték, hogy pornófilmben szerepeljen, ráadásul Adával együtt. A kislány igazi édesanyja egyébként éppen Tokióban van. Tina rendet rak Pablónál, fivére pedig egy csekket nyújt át neki, hogy segítsen pillanatnyi pénzügyi nehézségein. Hazafelé menet Tina a kislánnyal együtt beszökik régi iskolájának kápolnájába. Találkozik egyik régi tanárával. A férfi először nem ismeri fel Tinát, nem tudja, hogy váratlan látogatója valójában nővé operált férfi, aki valaha valóban  a diákja volt. Tina szeretne újra az iskolai kórusban énekelni, tanára azonban ridegen elutasítja a javaslatot. Szerinte Isten más templomban is jelen van. Tina hiába hivatkozik arra, hogy őt emlékei idekötik. Némi idő elteltével Pablo felkeresi a testvérét. Elmondja, hogy új művében Tinának szánja a főszerepet. Nem szánalomból, hanem azért, mert valóban rá van szüksége ehhez a szerephez, ami viszont nagy átélést kíván, és régi sebek feltépésével járhat együtt. Tina és Ada örömmel fogadják a bejelentést, de a nő amiatt kezd aggodalmaskodni, hogy külseje miatt talán mégsem alkalmas a szerepre, hiszen a bőre túl megereszkedett.

Pablo Quintero (Eusebio Poncela)

Egy diszkóban Pablo találkozik Antonióval. A fiú megszólítja őt, a rendező pedig rögtön meghívja magához a jóképű ismeretlent. Antonio viszont közli, hogy ő nem fekszik le azonos neműekkel. Kis idő elteltével mégis Pablo után siet, és elmegy vele a férfi lakására. Elmondja, hogy hiába próbált jegyet szerezni az aznapi előadásra. Pablo megígéri, hogy másnap hagy számára jegyeket a pénztárban. Antonio szenvedélyesen, de kissé ügyetlenül megcsókolja Pablót, mire a rendező megtanítja őt arra, hogyan kell igazán megcsókolni valakit. Rövidesen az ágyban kötnek ki. A fiatalember fél attól, hogy a szabados életvitelű rendezőtől esetleg elkap valamilyen betegséget. Pablo a sok aggodalmaskodó kérdés miatt már-már véget vetne az együttlétnek, mire Antonio csak egyet kérdez: tényleg a magáévá akarja-e őt tenni a férfi? A rendező azt feleli, csak erre gondol, amióta meglátta. Antonio kijelenti, hogy sose csinált még ilyesmit. Most mégis megteszi. Az együttlét után Antonio felkel, és járkálni kezd a lakásban. Az íróasztalon megtalálja Juan levelét, melyben a fiú arról ír, hogy képtelen lenne bárkivel is osztozni Pablón. Antonio ingerültté válik. Mielőtt elmenne, üzenetet ír Pablónak: „Disznó vagy. Ha 16 éves lennék, feljelentenélek kiskorú megrontásáért.” Később mégis újra elmegy hozzá. Kibékülnek. Az újabb együttlét után Antonio vásárolni megy. Mire Pablo felébred, addigra a fiú már megjavította a hibás villanykapcsolót, és éppen a fürdőszobát festi. Elmondja a filmrendezőnek, hogy vidékre megy, és kéri, hogy látogassa majd meg. Miközben Pablo tusol, Antonio megkérdezi tőle, ki az a Juan. A filmrendező dühös lesz, hogy Antonio a holmijai között kutatott. Azt állítja, hogy az ominózus levél csak tréfa, ellenben ő írt egy másikat Antoniónak, melyben bevallotta, hogy nem szerelmes belé, noha meghatónak tartja a gondoskodását. Antonio azt feleli, hogy olvasta a levelet, de nem vette komolyan, és kidobta. Arra kéri Pablót, hogy írjon majd neki, de női névvel, nehogy kíváncsiskodó anyja gyanút fogjon.
Bemutatják Pablo új darabját, melyben Tina és Ada szerepelnek. Az előadást megtekinti a kislány igazi édesanyja is. Magával akarja vinni a lányát Milánóba, Ada azonban Tinával akar maradni, mert ő valóban törődik vele, nem hajt úgy a fiúkra, mint az anyja. Pablo is találkozik Tinával és a kislánnyal. Szerinte ugyan a testvére aznap este nem játszott túl jól, ennek ellenére következő művében is szerepet szán neki. Figyelmezteti azonban arra, hogy az új szerep érzékenyen érintheti, mert a figura sok mindenben hasonlítani fog rá. Vita támad közöttük, Tina megtiltja a fivérének, hogy a férfiakkal való kudarcait, élete bármilyen aspektusát Pablo felhasználja az új művében. Később a rendező felmegy Tinához. Fotókat hoz neki, gyermekkoruk emlékeit. Elmondja, hogy sose faggatta Tinát a múltról, ám testvére vegye tudomásul, hogy ehhez a múlthoz ő is hozzátartozik. Otthon Pablót felhívja Juan. A fiatalember tudni szeretné, miért nem válaszol a rendező a leveleire. Azt mondja, szereti őt, és örülne, ha meglátogatná. Pablo ígéretet tesz erre. Alig teszi le a kagylót, máris Antonio hívja. A fiú ingerült, többször kereste már, de sosem találta meg. Azzal fenyegetőzik, hogy ha Pablo nem jön el hozzá, akkor ő utazik a rendezőhöz. Miután befejezték a beszélgetést, Pablo – Antonio korábbi kérésének megfelelően – női névvel, Laura P.-ként szakítólevelet fogalmaz meg, melyben megírja, hogy nem őt, hanem Juant szereti, hozzá fog elmenni látogatóba.

Szerelmi vetélytársak (Miguel Molina és Antonio Banderas)

Egyik este Antonio felül a motorjára, és elhajt a trafalgari világítótoronyhoz. Juannal akar találkozni. Pablo barátjaként mutatkozik be. Azt állítja, a férfi általa üzeni Juannak, hogy már nem őt, hanem Antoniót szereti, hozzá fog elmenni látogatóba. A két fiú sétálni indul a világítótoronyhoz, közben Pablóról beszélgetnek. Antonio váratlanul letámadja Juant, meg akarja csókolni. Mindent birtokolni akar, ami Pablóé. Juan alig bír kiszabadulni Antonio szorításából. Azt mondja, őt sosem birtokolhatja senki. Antonio bocsánatot kér a viselkedéséért. Úgy tűnik, a kínos incidensnek ezzel vége, ám a fiú váratlanul újra rátámad Juanra, és a sziklás tengerpartról a mélybe löki. A látogatóba érkező Pablo már csak a ravatalon látja viszont Juant. A rendőrség egyelőre még nem tudja eldönteni, hogy véletlen baleset történt-e, vagy gyilkosság. Meghallgatják Pablót is. Ezután a két rendőr kimegy a tett helyszínére. A tenger egy ingdarabot vet a parta: a mintája pontosan olyan, mint azé az ingé, melyet nemrég a filmrendezőn láttak. Közben Antonio saját otthonában észreveszi, hogy az este viselt ingéről hiányzik a zseb. Azonnal a fürdőszobába megy, hogy elégesse az árulkodó bűnjelet. Ezalatt megérkezik Pablo, aki Antonio anyjának a korábban kitalált barátnő, Laura P. ismerőseként mutatkozik be. Antonio és Pablo a háztetőre mennek fel beszélgetni. A fiú nem tagadja, hogy nem rázza meg különösebben Juan halálhíre, sőt Pablo kérdéseire válaszolva lényegében elismeri, hogy ő volt a tettes. Meg akarja csókolni a rendezőt, hiszen érte, miatta tette, amit tett, ám Pablo megharapja, és iszonyodva löki el magától. Elrohan, és sietősen elhajt a kocsijával. Épphogy elindul, máris megérkeznek a rendőrök, akik a rendezőt követve jutottak el Antonióig. A fiú azt állítja, hogy Laura P. miatt szólalkozott össze Pablóval. Közben a rendező könnyeivel küszködve vezeti a kocsiját az országúton, ám egy óvatlan pillanatban elveszíti fölötte az uralmát, és nekihajt egy fának.
A kórházban az orvos még Tinát sem engedi be a sebesülthöz. Megnyugtatja, hogy Pablo rendbe fog jönni, a lába ugyan eltört, ám a fejsérülése komolyabb problémát jelent. Most azonban fontosabb lenne, hogy Tina a fivére lakására menjen, és a rendőrség megérkezése előtt eltüntessen mindent, ami Pablót bajba keverhetné. A jó tanács késve érkezik. Egy idősebb és egy fiatalabb nyomozó már ott van a lakásban. Megvizsgálták az írógépet is, és rájöttek arra, hogy Laura P. leveleit – melyek Antonio által jutottak a rendőrséghez – ezen a gépen írták. Megérkezik Tina, és vitába keveredik a rendőrökkel. A nő azt állítja, hogy Laura P. kitalált személy, a rendőrök szerint azonban az a személyleírás, amit Laura az egyik levélben magáról adott, valójában Tinára illik. A nyomozók ki akarják hallgatni az eszméletére tért beteget, az orvosnak azonban a beteg állapotára hivatkozva sikerül egy időre elhalasztatnia a kihallgatást. Pablo az orvostól megtudja, hogy a rendőrség Laura P.-t gyanúsítja Juan megölésével. A doktor ügyvédet is hívott a filmrendezőhöz. Pablo részleges amnéziában szenved a baleset óta, Tinát sem ismeri fel. A nő fotókat hozott, és gyermekkorukról mesél, hogy visszatérjen bátyja emlékezete. Kiderül, hogy Tinának viszonya volt az apjukkal, sőt tulajdonképpen az ő kérésére operáltatta magát nővé, ám a férfi mégis elhagyta. Pablónak kezd visszatérni az emlékezete, a testvérek könnyezve ölelkeznek össze a betegágyon.

Tina a kórházban (Carmen Maura)

Eltelik három hét. Tina szokás szerint látogatóba érkezik Pablóhoz. Örömmel újságolja, hogy megismert egy fiút, lefeküdt vele, és nagyon boldog. A hírnek Pablo is örül. Bevallja, hogy elmúlt ugyan az amnéziája, de szeretné ezt titokban tartani. Ennek ellenére Tina távozása után megérkezik a két nyomozó. Alighogy megkezdődik a kihallgatás, beállít Pablo ügyvédje. Sikerült megtalálnia azt a boltost, aki hetekkel korábban egy pontosan ugyanolyan mintájú inget adott el Antoniónak, mint amilyen a filmrendezőé. A rendőrök megjegyzik, hogy Antonio újabban gyakran mutatkozik Tinával. Ez a bejelentés megdöbbenti Pablót. Összeáll benne a kép, most már tudja, ki lehet valójában a húga új barátja. Azonnal hazatelefonál, hogy figyelmeztesse Tinát. Antonio is a lakásban van. Pablo elmondja a húgának, hogy Antonio ölte meg Juant. A kórházból nemsoká odamegy a rendőrökkel, addig is Tina Adával együtt valamilyen ürüggyel távozzon a lakásból. Tina döbbenten teszi le a kagylót. Számára most lett világos minden, most értette meg, hogy a boldogan fogadott új szerelem nem valódi: ő csupán eszköz a Pablo és Antonio közötti játszmában. Azt mondja a fiúnak, hogy a kórházból hívták, Pablo meghalt, kihallgatás közben kiugrott az ablakon. Antonio gyanút fog: Tina túl nyugodtan jelentette be a hírt, és különben is hogyan tudna egy törött lábú férfi olyan gyorsan kiugrani az ablakon, hogy ne lehessen ebben megakadályozni. Adának még sikerül kijutnia a lakásból, Tinát azonban Antonio túszul ejti.
A sötét utcát rövidesen a rendőrautók szirénázása veri fel. Antonio azt követeli, hogy Pablo jöjjön fel hozzá. A rendező vállalja, hogy felmegy, hiszen mankóval már tud közlekedni. A lakásban arra kéri Antoniót, hogy engedje el Tinát és azt a rendőrt is, akit a fiú korábban leütött. A fiatalember engedelmeskedik. Kettesben maradnak. Antonio most azt követeli a rendőröktől, hogy adjanak neki egy órányi időt, ami alatt megegyezik Pablóval. Ha nem kapja meg az egy órát, mindenkit megöl, saját magát is beleértve, hiszen végtére is őrült. Megkapja a kívánt haladékot. Antonio nem törődik azzal, hogy mi lesz egy óra múlva, csak újra együtt akar lenni Pablóval. Leveti a ruháit, és levetkőzteti Pablót is. Az ágyban szenvedélyesen ölelik meg egymást. Letelik az egy óra. Antonio felkel, és kimegy. Azt ígéri, hogy mindjárt segít Pablónak felöltözni. A filmrendező az ágy melletti asztalkára pillant: Antonio korábban odatett revolvere eltűnt. A fiú után kiált, de már késő. Lövés dörren, Antonio öngyilkos lett. A megrendült Pablo kihajítja az ablakon az írógépet, melynek segítségével megalkotta a környezetének oly sok fájdalmat okozó történeteket. Sírva térdel le a halott Antonio mellé, hogy átölelje őt. Közben a rendőrök a tűzoltólétrán keresztül megindulnak a lakás felé.

## Háttér-információk

### Az érem két oldala
Almodóvar A vágy törvénye forgatókönyvét előző filmje, a Matador (1986) forgatása előtt írta. Tulajdonképpen egyszerre találta ki a két történetet, melyekben számos közös motívum található. A rendező meghatározása szerint a Matadorban a szexuális élvezetről, azaz konkrét dologról beszél rendkívül elvont, metaforikus nyelven, míg A vágy törvényében a vágyról, azaz nagyon elvont dologról van szó meglehetősen konkrét, realista módon. Az élvezet és a vágy két nagyon összefüggő dolog, bizonyos pillanatokban még egybe is esnek, ezért Almodóvar úgy tekint e két filmjére, mint ugyanazon érem két oldalára. Eredetileg A vágy törvényét akarta előbb megcsinálni, a forgatási előkészületek azonban elhúzódtak, ezért végül a Matador valósult meg hamarabb. A Matador Almodóvar első olyan filmje volt, amelyben komoly érdeklődést mutatott a férfi figurák iránt, mivel előző alkotásaiban – és számos későbbiben – inkább a nők álltak a középpontban. María és Diego viszonyát latens homoszexualitás jellemzi, hiszen a hősnő viselkedése meglehetősen férfias: kapcsolataiban ő a kezdeményező, amikor pedig meggyilkolja alkalmi partnereit, hajtűjével ő hatol a testükbe oly módon, ami egyértelmű utalás arra, ahogyan egy torreádor végez a bikával. A vágy törvénye esetében a homoszexualitás központi motívummá lépett elő, ám a film mégsem a meleglét örömeiről és bánatairól szól, hanem arról a természetes emberi kívánságról, hogy mindenki szeretné érezni, hogy kívánják őt, ám igen ritka, amikor két vágyakozás úgy talál egymásra, hogy összeillenek. Pablo és Antonio tragédiája is lényegében ebből fakad: a filmbeli rendező a vágyat elvontan értelmezi, mintegy átszűri a tudatán, szemben Antonióval, aki számára a vágy azonnali cselekvést, egyfajta „elemi ösztön”-t jelent. Pablo a vágyat alapvetően lelki síkon értelmezi és éli meg, ezért nem veszi észre, hogy vágyának tárgya ott van mellette, csak éppen Antonio ugyanezt az érzést inkább fizikai síkon éli át. Pablo számára a vágy együtt jár a viszonzatlanság érzésével (Juan iránti szerelme talán azért is olyan mély, mert az a meggyőződése, hogy ez az érzés annak ellenére sem kölcsönös, hogy a testi érintkezés már megtörtént), míg Antonio a vágyat a birtoklással kapcsolja össze, de nemcsak kapni akar, hanem adni is. Állítása szerint soha nem volt dolga férfival, Pablo iránti vonzalma mégis olyan erős, hogy miatta erre is hajlandó. Cserébe viszont elvárja, hogy a másik is testestül-lelkestül neki szentelje magát, és ez az, amire Pablo tragikusan későn döbben rá: a testiségtől kezdettől fogva nem zárkózik el, a valódi érzelmeket azonban Juan számára tartogatja.

### Eusebio Poncela és Carmen Maura
Almodóvar A vágy törvényét karrierje és élete kulcsfontosságú filmjének tekinti. Pablo Quintero alakjával részben önportrét kívánt alkotni, ám ez végül nem valósult meg teljes egészében. Felhasználta ugyan saját élete bizonyos motívumait, ám állítása szerint Pablo alakjában pont az érdekelte, amiben a figura különbözött tőle. Első elképzelése az volt, hogy az alkotás mechanizmusát állítja középpontba, azt a folyamatot, ahogyan a rendező élete és munkája közötti határok elmosódnak. Quintero egyfajta „intellektuális vámpír” lett volna, aki szimbolikus értelemben saját maga vérét szívja, mintha élete egyetlen értelme történetei megírása lenne. Ezáltal viszont szinte „elsétál” saját élete mellett, szemben magával Almodóvarral, akinek az alkotáshoz való viszonya nagyon is életteli. Hogy a filmben nem sikerült maradéktalanul megvalósítani az önportrét, azt a rendező részben a főszerepre kiválasztott Eusebio Poncelával magyarázta, aki valójában egészen másképpen élt, mint ő. A filmbeli rendező eredetileg sokkal elevenebb figura lett volna, aki például ha kábítószert használ, akkor valamilyen serkentő drogot választ, mint például a kokain, Poncela viszont a valóságban másmilyen anyagon élt. A színésszel kapcsolatos problémák miatt Almodóvar arra kényszerült, hogy részben Tina alakján keresztül mondja el azt, amit akart, ezáltal  a mellékszereplőnek szánt figura előtérbe került. Tina szerepét Carmen Maurára osztotta, akit kedvenc színésznőjének tart, mert szerinte ő azonosult a legjobban az általa írt nőfigurákkal. A két művész kapcsolata az Asszonyok a teljes idegösszeomlás szélén (1988) című film forgatása után megromlott, részben szakmai, részben személyes okok miatt. Csak bő másfél évtized után dolgoztak újra együtt a Volver (2006) című filmben.

### Antonio Banderas
Antonio Banderas Almodóvar felfedezettjének számít, noha nem nála kezdte a pályát, viszont tőle kapta első jelentős szerepeit. A rendező évekkel később azt állította, hogy azonnal meglátta a fiatalemberben a későbbi sztárt, és biztos volt abban, hogy Banderas világra szóló karriert csinál. A Szenvedélyek labirintusa (1982) volt az első közös munkájuk, és a Kötözz meg és ölelj! (1990) az utolsó, amely valóban meghozta Banderas számára a világhírnevet. Almodóvar szerint a színész nála A vágy törvényében nyújtotta a legkiemelkedőbbet. A film szempontjából érdemes megemlíteni azt a híresztelést, hogy állítólag Almodóvar gyengéd érzelmeket táplált felfedezettje iránt, ugyanakkor maximális tiszteletben tartotta Antonio azon álláspontját, hogy nem kíván túlmenni a baráti-munkatársi kapcsolaton. E ponton egyértelműen összekapcsolódik a valóság és a művészet, hiszen a filmben a Banderas játszotta szereplő egy olyan rendező iránt érez vágyat, aki valójában Almodóvar alteregója. Mint arról szó volt, A vágy törvénye elsősorban arról szól, mennyire fontos, hogy az ember azt érezze, hogy kívánják. Ezt az érzést fogalmazza meg vizuálisan a provokatív nyitójelenet, melyben az ismeretlen fiatalember a képmezőn kívüli Pablo kívánságainak megfelelően viselkedik, és mondja ki azt, hogy kívánja a férfit, a vele való testi érintkezést. Pablo ugyanezt – az iránta való vágy megfogalmazását – szeretné hallani Juantól is. Amikor azonban a fiú nem ilyen hangvételű levelet küld neki, Pablo maga gépel egy olyan választ, amilyet kapni szeretett volna, hogy elküldje Juannak, és megkérje, hogy aláírva küldje vissza neki. Ez az a pillanat, amitől kezdve már nem éli, hanem rendezi a saját életét, mint egy filmet, az események pedig filmbe illően (melo)drámai fordulatokat vesznek, ám az irányítás kicsúszik Pablo kezéből. Pablo egy levél formájában fogalmazza meg, mit szeretne valójában hallani szerelmétől, Juantól, Almodóvar pedig egy Banderas számára írt szerep formájában teszi ugyanezt. Az élet és a munka, a valóság és a film közötti határok e ponton mosódnak el, itt válik a film valóban önéletrajzi jellegűvé.

### További szereplők
Almodóvar szereposztó módszerei kapcsán még négy szereplőt kell kiemelni. Az Ada anyját alakító Bibí Andersen a valóságban transzszexuális. Kézenfekvő lett volna, hogy ő kapja meg a transzszexuális Tina szerepét, ám Almodóvar éppen emiatt nem rá osztotta a figurát. A rendezőnek ugyanis az a véleménye, hogy a filmkészítés egyáltalán nem arról szól, hogy a színészek önmagukat adják. Álláspontja szerint minden emberben többféle típus jellemvonásai megtalálhatók, és egy színész számára az az igazi kihívás, ha olyasvalakit játszhat, aki mélyen megbújik ugyan benne, ám mégis igen távol áll tőle. Egyik nyilatkozatában Almodóvar kifejtette, hogy szerinte egy valódi nő nőiessége nyugodt és derűs formában nyilvánul meg, egy transzszexuálisé viszont túlzott, görcsös, exhibicionista jellegű nőiesség. Carmen Maura tehát azt az instrukciót kapta, hogy imitáljon valakit, aki egy nőt imitál. Bibí Andersen Almodóvar szerint azért sem lett volna megfelelő választás Tina szerepére, mert a művésznőt ő eleve nőként ismerte meg, és nőként bánt vele. Mellesleg Bibí Andersen játszott a Matadorban is, akárcsak Antonio Banderas, Eusebio Poncela és az orvost alakító Nacho Martínez. A vágy törvénye második felében megjelenő nyomozókat valójában apa és fia játszották: Fernando Guillén és Fernando Guillén Cuervo. Az idősebb Guillén szerepeltetésével Almodóvar német kollégája, Rainer Werner Fassbinder szereposztó módszereit követte. Fassbinder esetenként szívesen foglalkoztatott olyan színészeket – például Karlheinz Böhmöt –, akiket túlságosan beskatulyáztak, ő viszont egészen más jellegű szerepeket ajánlott számukra. Fernando Guillén a régi típusú spanyol színjátszást képviselte, az Almodóvarral közös filmek után viszont a fiatalabb rendezőnemzedék is felfedezte magának. (Guillén nagy sikerrel alakította Ivan szerepét az Asszonyok a teljes idegösszeomlás szélén című filmben.) Fia, Fernando Guillén Cuervo később a Beszélj hozzá! (2002) című filmben dolgozott újra együtt Almodóvarral. A vágy törvényében villanásnyi jelenése van Victoria Abrilnak, aki később lényegében Carmen Maura helyét foglalta el Almodóvar filmjeiben, és kulcsszerepeket játszott a rendezőnek az 1990-es években készített alkotásaiban.

### Az El Deseo
Almodóvar nem volt túl jó viszonyban korai filmjei producereivel, mert az volt az érzése, hogy másmilyen filmeket várnak tőle, mint amilyeneket ő akar csinálni, noha egyik műve sem volt veszteséges. 1983-ban Spanyolországban egy új törvény lépett életbe, amely lehetővé tette, hogy egy rendező producer is lehessen. A Matador forgatása idején Almodóvar megfigyelte, hogy producere lényegében nem tesz egyebet, mint a rendező által a készülő filmről összeállított vaskos aktát beadja a Kulturális Minisztériumba, hogy támogatást szerezzen, majd egy másikat a televízióhoz, ahol előre eladja a sugárzás jogát. Úgy találta, hogy ez olyan passzív, inkább adminisztratív jellegű munka, amelyhez nincs igazán szükség a producerre. Ráadásul Almodóvar szerette volna, ha saját maga rendelkezik a filmjei fölött, és nem mások döntik el, hogy műveit mely országoknak lehet eladni. Pedro és fivére, Augustín létrehozták az El Deseo nevű filmgyártó céget, mellyel elsőként A vágy törvényét akarták megvalósítani. A provokatív téma miatt azonban a Kulturális Minisztérium nem kívánta támogatni a filmet, és a televízió sem vásárolta meg előre a sugárzási jogot. A spanyol Filmközpont akkori igazgatója viszont támogatta a forgatókönyvet, és némi pénzt is tudott biztosítani a forgatáshoz. A fivérek végül bankkölcsönt vettek fel, hogy elkészíthessék A vágy törvényét. A film nagy siker lett. Az El Deseo ezután virágzó vállalkozássá nőtte ki magát, amely ugyan Pedro Almodóvar filmterveinek megvalósítását tekintette elsődleges feladatának, de az idők folyamán más tehetséges alkotók próbálkozásait is felkarolta.

## A filmzene
- El adiós de Gloria (Bernardo Bonezzi)
- Voy a ser mamá (Pedro Almodóvar – Fabio McNamara [Fabio de Miguel néven] – Bernardo Bonezzi). Előadó: Pedro Almodóvar (Almodóvar néven) és Fabio McNamara (McNamara néven)
- Susan Get Down (Pedro Almodóvar – Fabio McNamara [Fabio de Miguel néven] – Bernardo Bonezzi). Előadó: Pedro Almodóvar (Almodóvar néven) és Fabio McNamara
- Ne me quitte pas (Jacques Brel). Előadó: Maysa Matarazzo
- Tango (Igor Stravinsky). Előadó: Orquesta Sinfonia de la R.T.V. Rusa, vezényel: Igor Blajkow
- Guardo che luna (G. Malgoni). Előadó: Fred Bongusto
- Lo dudo (Chucho Navarro). Előadó: Trío Los Panchos
- X. szimfónia (Dmitrij Sosztakovics). Előadó: Moscow Philharmonic Orchestra, vezényel: Kirill Kondrashin (Kirill Kondrachine néven)
- Déjame recordar (José Sabre Marroquín). Előadó: Ignacio Villa (Bola de Nieve néven)
- Satanasa. (Pedro Almodóvar – Fabio McNamara [Fabio de Miguel néven] – Bernardo Bonezzi – Carlos García Berlanga [Carlos Berlanga néven]). Előadó: Pedro Almodóvar (Almodóvar néven) és Fabio McNamara (McNamara néven)

Almodóvar alkotásaiban a daloknak fontos dramaturgiai szerepük van: a szereplők érzéseit és gondolatait, vagy éppen az adott szituáció hangulatát közvetítik a szavak helyett, olykor azok megerősítésére. A vágy törvényében elsősorban a Ne me quitte pas (Ne hagyj el!) című francia sanzonnak jutott kiemelt szerep. Ezt a dalt hallgatja Pablo, amikor Juan elmegy hozzá. A fiú éppen elhagyni készül a rendezőt, hiszen másnap utazik a tengerpartra. Amikor Ada anyja megtekinti azt a darabot, melyben a lánya is szerepel, Ada ugyanezt a sanzont énekli.

## Főszereplők
- Eusebio Poncela (Pablo Quintero; magyar hang: Schnell Ádám)
- Carmen Maura (Tina Quintero; magyar hang: Détár Enikő)
- Antonio Banderas (Antonio Benítez; magyar hang: Selmeczi Roland)
- Miguel Molina (Juan Bermúdez; magyar hang: Csőre Gábor)
- Fernando Guillén (rendőrfelügyelő; magyar hang: Széles Tamás)
- Manuela Velasco (Ada, a kislány; magyar hang: Talmács Márta)
- Nacho Martínez (Dr. Martín; magyar hang: Földi Tamás)
- Bibiana Fernández (Ada anyja) (Bibí Andersen néven szerepel a stáblistán; magyar hang: Kerekes Andrea)
- Helga Liné (Antonio anyja; magyar hang: Molnár Zsuzsa)
- Germán Cobos (pap; magyar hang: Végvári Tamás)
- Fernando Guillén Cuervo (fiatal rendőr; magyar hang: ?)
- Marta Fernández Muro (egy groupie; magyar hang: ?)
- Lupe Barrado (ápolónő; magyar hang: ?)
- Alfonso Vallejo (őrmester; magyar hang: ?)
- Maruchi León (Juan húga; magyar hang: ?)
- José Manuel Bello (fiatal őr; magyar hang: ?)
- Agustín Almodóvar (ügyvéd; magyar hang: ?)
- Rossy de Palma (műsorvezető) (Rosy Von Donna néven szerepel a stáblistán; magyar hang: ?)
- José Ramón Pardo (rendőr) (José R. Pardo néven; magyar hang: ?)
- Juan A. Granja (topmodell; magyar hang: ?)
- Angie Gray (lány; magyar hang: ?)
- Hector Saurint (újságíró; magyar hang: ?)
- José Ramón Fernández (fiú; magyar hang: ?)
- Pepe Patatín (bolti eladó; magyar hang: ?)
- Victoria Abril (lány Juannal) (nem szerepel a stáblistán; magyar hang: ?)
- Pedro Almodóvar (eladó a vasáru üzletben) (nem szerepel a stáblistán; magyar hang: ?)

További magyar hangok: Bodrogi Attila, Bor László, Csampisz Ildikó, Kajtár Róbert, Lugosi Dániel, Lugosi Doma, Lugosi Fábián, Sági Tímea, Seder Gábor, Simon Aladár, Stern Dániel, Zborovszky Andrea. 

## Díjak és jelölések

### Berlini filmfesztivál
- 1987 Teddy-díj Pedro Almodóvar (legjobb film)

### Bogotai filmfesztivál
- 1988 díj Pedro Almodóvar (legjobb rendező, legjobb forgatókönyv)
- 1988 díj Carmen Maura (legjobb színésznő)
- 1988 díj José Salcedo (legjobb vágás)
- 1988 jelölés Pedro Almodóvar (legjobb film)

### Fotogramas Del Plata
- 1988 díj Pedro Almodóvar (legjobb film)
- 1988 jelölés Carmen Maura (legjobb színésznő, a Delirios de Amor című filmért is)
- 1988 jelölés Antonio Banderas (legjobb színész, a Delirios de Amor című filmért is)

### San Franciscó-i Nemzetközi Meleg- és Leszbikusfilm-fesztivál
- 1987 díj Pedro Almodóvar (legjobb film)

### Sant Jordi-díj
- 1988 díj Antonio Banderas (legjobb spanyol színész, a Delirios de Amor és a 27 horas című filmért is)
- 1988 közönségdíj Pedro Almodóvar (legjobb spanyol film)

## Külső hivatkozások
- A vágy törvénye az Internet Movie Database oldalain
- Angol nyelvű ismertető
- A vágy törvénye (magyar nyelven). ISzDb. (Hozzáférés: 2018. április 29.)